# Малая пиайа
Малая пиайа (лат. Coccycua minuta) — вид птиц семейства кукушек (Cuculidae) из Южной Америки и Панамы. Ранее он был отнесен к роду Piaya, но был перемещен в восстановленный род Coccycua после того, как стало ясно, что его ближайшими родственниками являются виды, традиционно относимые к Coccyzus или Micrococcyx, а не представители рода Piaya.

## Описание

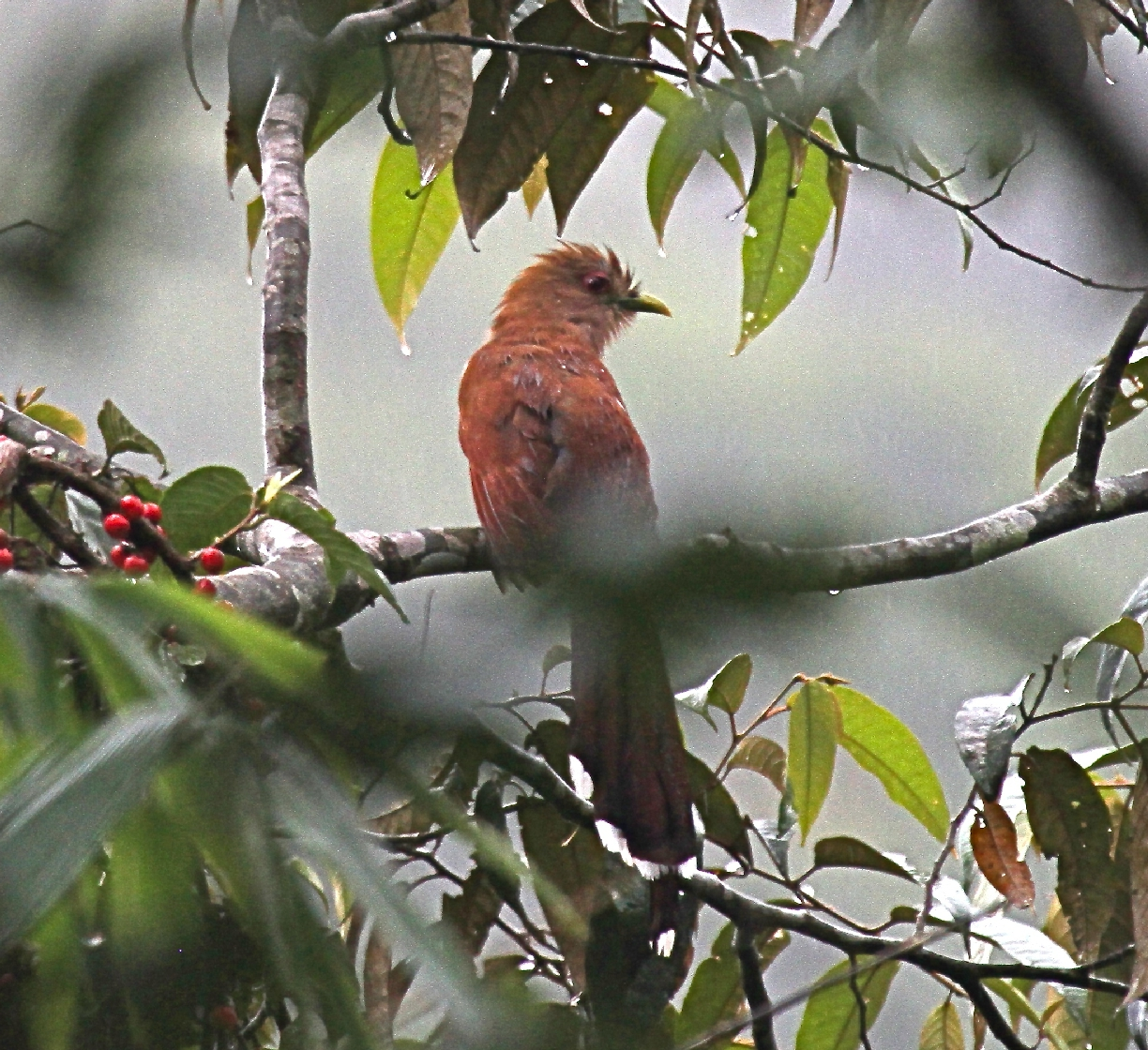
Малая пиайа в Перу, сентябрь 2011

Этот вид имеет длину около 27 сантиметров и весит 40 граммов. Взрослая особь, в основном, каштаново-коричневая, с сероватой нижней частью живота, более тёмным хвостом и белыми кончиками рулевых перьев хвоста. Клюв жёлтый, короткий и изогнутый; радужная оболочка глаз красная. Неполовозрелые птицы тёмно-коричневые, с чёрным клювом, а перья хвоста у них лишены белых окончан ийов. Они меньше и горло у них темнее, чем у длиннохвостой кукушки (Piaya cayana).
Малая пиайа издает резкие крики: «чек» и «кэк».

## Ареал, среда обитания и поведение
Малая пиайа встречается от Панамы и Тринидада на юг через Колумбию до Боливии, Перу и Бразилии; в Эквадоре этот вид был зарегистрирован на высоте 1900 метров над уровнем моря. Малая пиайа обитает в мангровых и кустарниковых зарослях у воды. Обычно считается, что они круглый год оседлы, но их нерегулярное появление в некоторых районах привело к предположениям, что малые пиайи совершают сезонные миграции на короткие расстояния. Довольно широко распространенный и не особенно редкий, МСОП не считает его исчезающим видом.
Это осторожная птица, которая ведёт скрытный образ жизни, добывая насекомых и других членистоногих на ветвях кустарников. Самка откладывает два белых яйца в глубокую чашу-гнездо на дереве или бамбуке. Как и большинство американских кукушек, она сама насиживает яйца.